# Pi Bord d'Alella
El Pi Bord d'Alella (Pinus halepensis) és un magnífic exemplar de pi blanc que es troba al Parc de la Serralada Litoral, el qual fou declarat arbre d'interès comarcal i local pel Departament de Medi Ambient l'any 1988.

## Entorn
És plantat al mig de la pista que ressegueix el torrent de Sarau, cosa que permet contemplar-lo de dalt a baix. Un plafó informatiu col·locat per l'Ajuntament d'Alella diu:
| « | Aquest magnífic exemplar de pi blanc (Pinus halepensis) conegut popularment com a Pi Bord, fou declarat arbre d'interès comarcal i local pel Departament de Medi Ambient l'any 1988. Supera els 20 m d'alçària i té una edat aproximada de 300 anys. | » |

## Aspecte general
Té un diàmetre de tronc de 0,96 m (cosa que, probablement, no permetria subscriure l'edat de 300 anys que indica el plafó) i supera els 20 m d'alçària. Certament, però, es tracta d'un arbre centenari nascut probablement durant la primera meitat del segle xix. Durant l'estiu del 2009 van caure algunes branques importants de la capçada, amb la qual cosa va perdre una bona part de la seua majestuositat.

## Accés
És ubicat a Alella: situats a la font del Fonoll, seguim 320 metres amunt per la pista. Coordenades: x=439651 y=4595161 z=239.